# 1968 no Brasil
Esta é uma cronologia dos fatos acontecimentos de ano 1968 no Brasil.

## Incumbente
- Presidente do Brasil -  Marechal Artur da Costa e Silva (15 de março de 1967 - 31 de agosto de 1969)

## Eventos
- 28 de março: O estudante Edson Luís de Lima Souto, de 16 anos, é morto com um tiro no peito durante um conflito de estudantes com a Polícia Militar no restaurante Calabouço, no prédio da UNE, no Rio de Janeiro.[1]
- 5 de abril: O ministro da Justiça, Luís Antônio da Gama e Silva, assina um ato, proibindo o funcionamento da Frente Ampla, movimento político.[2]
- 20 de abril: Um atentado a bomba destrói a entrada do jornal O Estado de S. Paulo, em São Paulo.[3]
- 15 de maio: Uma bomba explode na porta da Bolsa de Valores de São Paulo.[4]
- 26 de maio: O médico Euryclides de Jesus Zerbini e sua equipe realizam o primeiro transplante de coração da América Latina.[5]
- 26 de junho: É realizada no centro da cidade do Rio de Janeiro, a Passeata dos Cem Mil, uma manifestação contra o regime militar organizada pelo movimento estudantil.[6]
- 5 de julho: O ministro da Justiça, Luís Antônio da Gama e Silva, proíbe as manifestações de rua em todo o país.[7]
- 13 de julho: Martha Vasconcellos torna-se a segunda brasileira a conquistar o título do Miss Universo, no concurso realizado em Miami Beach, Flórida, Estados Unidos.[8]
- 1 a 11 de novembro: A rainha Elizabeth II do Reino Unido chega ao Brasil para uma visita de onze dias.[9][10]
- 7 de novembro: É inaugurada a nova sede do Museu de Arte de São Paulo na Avenida Paulista com a presença da rainha Elizabeth II, do Reino Unido.[11]
- 13 de dezembro: Presidente Artur da Costa e Silva decreta o Ato Institucional N° 5.[12]
- 16 de dezembro: O mafioso Castor de Andrade é preso pela primeira vez. O então secretário de Segurança Pública da Guanabara, general Luís de França Oliveira, iniciou uma das maiores investidas contra o crime. Porém esta investida, que fora prometida como implacável, não passaria de encenação de combate ao crime. Castor teve regalias e tratamento diferenciado na prisão, sendo solto logo depois.[13]
- 30 de dezembro: A Secretaria do Conselho de Segurança Nacional divulga a lista de deputados federais cassados.[14]
- 31 de dezembro: Última transmissão do Repórter Esso, primeiro noticiário do rádio brasileiro.

## Nascimentos
- 3 de janeiro: Matheus Nachtergaele, ator.
- 4 de janeiro: Júlio Rasec, músico (m. 1996).
- 7 de janeiro: Cazé Peçanha, apresentador de televisão.
- 12 de janeiro: Mauro Silva, ex-futebolista.
- 25 de janeiro: Carolina Ferraz, atriz.
- 26 de janeiro: Júpiter Maçã, cantor (m. 2015).
- 30 de abril: Flávio Dino, magistrado e ex-político.
- 7 de junho: Carla Marins, atriz.
- 31 de agosto:
  - Alexia Dechamps, atriz.
  - Luís Carlos Goiano, ex-futebolista.
- 9 de setembro: Daniel, cantor.
- 31 de dezembro: Luciano Szafir, ator.